# 田辺三郎
田辺 三郎（たなべ さぶろう、1909年3月20日 - 1987年9月15日）は、日本の経営者。伊奈製陶（INAXを経て、現在のLIXIL）社長を務めた。

## 経歴
東京都出身。1929年に東京高等工業学校窯業学科を卒業し、同年に伊奈製陶に入社した。1948年9月に取締役に就任し、1961年12月に常務、1963年12月に専務、1967年12月に副社長を経て、1968年10月に社長に就任した。1976年1月に会長を経て、1980年1月に相談役に就任した。
1974年10月に藍綬褒章を受章し、1980年5月に勲三等瑞宝章を受章した。
1987年9月15日、心不全のため死去した。78歳没。